# Atelopus nocturnus
Atelopus nocturnus es una especie de anfibio anuro de la familia Bufonidae.

## Distribución geográfica
Esta especie es endémica del departamento de Antioquia en Colombia. Habita en Anorí a unos 1670 m de altitud en la Cordillera Central.

## Publicación original
- Bravo Valencia & Rivera Correa, 2011 : A new species of harlequin frog (Bufonidae: Atelopus) with an unusual behavior from Andes of Colombia. Zootaxa, n.º 3045, p. 57–67.[3]